# Попов, Илья Александрович
Илья Александрович Попов (род. 8 февраля 1978, Ленинград, СССР) — российский предприниматель, продюсер, эксперт в сфере маркетинга и лицензирования детских товаров и услуг. Является одним из основателей и председателем совета директоров группы компаний «Рики», соавтором идеи сериала «Смешарики» и президентом Ассоциации Анимационного Кино России. Лауреат Государственной премии Российской Федерации в области культуры и искусства (2008).

## Биография
Окончил Санкт-Петербургский государственный университет технологии и дизайна по специальности «Дизайн интерьеров», а также Современный гуманитарный университет по специальности «Управление предприятием».
С 1998 по 2003 г. — генеральный директор Санкт-Петербургского подразделения Центра Перспективных Разработок (разработка детских образовательных настольных игр). За короткий период компания стала одним из лидеров в области разработки и создания игр и товаров для детей. За 3 года к производству было подготовлено более 400 проектов по заказу крупных российских издательств и производителей детских товаров. В 2001 году образовательная игра-путешествие «Я живу в России!» была награждена Золотым Знаком Качества на Всероссийском конкурсе «Детям — только лучшее!».
С 2003 года Илья Попов является генеральным продюсером анимационного проекта «Смешарики» (с 2015 по 2020 г. — генеральный продюсер Группы Компаний «Рики») и возглавляет Студию Компьютерной Анимации «Петербург» — на сегодняшний день — одну из крупнейших в России. «Смешарики» стали первым современным российским анимационным мультсериалом и завоевали большое количество национальных и международных наград, в том числе: гран-при Международного фестиваля China International Cartoon and Digital Art Festival (Китай, Гуанчжоу, 2005), приз зрительских симпатий Международного фестиваля Cartoons on the Bay (Италия, 2005), премии в области построения брендов Бренд года/EFFIE 2007 и Бренд года/EFFIE 2008 и другие.
В 2006 году занял должность совладельца компании Fun Game Media, занимавшейся разработкой игровой развлекательной и образовательной продукции под брендом «Смешарики». С того же года Илья Попов является совладельцем смежной с FunGame Media компании «Мармелад Медиа» — первого в России мультибрендового лицензионного агентства, осуществляющего продажу лицензий на персонажей «Смешариков» и других мультфильмов.
В 2012 году Илья Попов стал одним из инициаторов создания Некоммерческого партнёрства «Ассоциация анимационного кино» и президентом организации. На сегодняшний день ААКР объединяет более 40 крупнейших российских студий анимационного кино. Цель организации состоит в формировании индустрии анимационного кино в России, привлечении государственных и частных инвестиций, участии в законодательных инициативах по развитию отрасли, повышении уровня подготовки профессиональных кадров, содействии материально-техническому перевооружению студий, пропаганде достижений отечественной анимации в России и за рубежом.
17 июня 2016 года Илья Попов стал участником панельной сессии «Мультфильмы из России. Новый глобальный чемпион?», прошедшей в рамках Петербургского Международного Экономического Форума.
В 2016 году бренд «Смешарики» возглавляемой Ильей Поповым студии «Петербург» был номинирован на Премию РБК 2016 в категории «Прорыв года».
В 2016 году Илья Попов вошел в рейтинг 100 лучших топ-менеджеров Санкт-Петербурга и Ленинградской области, формируемый газетой «Деловой Петербург», и стал обладателем диплома «лучший медиаменеджер года».
В августе 2020 года Илья Попов занял должность председателя совета директоров группы компаний «Рики» и с того момента отвечает за стратегическое развитие компании.
В 2024 году вошёл в Совет при президенте Российской Федерации по культуре и искусству.
Живет в Санкт-Петербурге.

## Фильмография

### Анимационные фильмы
- «Котополис» (2008, продюсер)
- «Смешарики. Начало» (2011, продюсер)
- «Смешарики. Легенда о золотом драконе» (2016, продюсер)
- «Фиксики: Большой секрет» (2017, продюсер)
- «Смешарики. Дежавю» (2018, продюсер)
- «Фиксики против кработов» (2019, продюсер)
- «Плюшевый Бум!» (2021, генеральный продюсер)
- «Финник» (2022, генеральный продюсер)

### Анимационные сериалы
- «Смешарики» (2003—2012, соавтор идеи, продюсер)
- «Смешарики. Азбука здоровья» (2009, соавтор идеи, продюсер)
- «Фиксики» (2010—2019, продюсер)
- «Смешарики. Новые приключения» (2012—2013, продюсер)
- «Смешарики. Спорт» (2016—2018, продюсер)
- «Куми-Куми» (2011—2018, продюсер)
- «Смешарики. Пин-код» (2012—2017, продюсер)
- «Алиса знает, что делать!» (2013—2016, продюсер)
- «Котики, вперёд!» (2014—2019, продюсер)
- «Тима и Тома» (2015—2017, продюсер)
- «Малышарики» (с 2015, генеральный продюсер)
- «Шаранавты. Герои космоса» (2016—2018, продюсер)
- «Монсики» (с 2018, продюсер)
- «Ася и Вася» (с 2020, генеральный продюсер)
- «Фиксики. Новенькие» (2020—2022, продюсер)
- «Смешарики. Новый сезон» (2020—2023, генеральный продюсер)
- «Бодо Бородо» (с 2020, продюсер)
- «Тима и Тома. Новый сезон» (с 2020, генеральный продюсер)
- «Клуб Вопросики» (с 2020, генеральный продюсер)
- «Панда и Крош» (2021, продюсер)
- «ДиноСити» (с 2021, продюсер)
- «Детектив Финник» (с 2022, генеральный продюсер)
- «Фиксики. Дай пять!» (2022—2024, продюсер)

## Награды и премии
- В 2007 году Илья Попов был награждён премией «Шеф года» в номинации «Инновация».
- В 2009 году — удостоен Государственной премии РФ (2008) в области культуры и искусства за национальную детскую программу «Смешарики».
- В 2012 году награждён премией «Сделано в России» журнала «Сноб» в номинации «Предпринимательство».
- В 2016 году бренд «Смешарики» возглавляемой Ильёй Поповым Группы Компаний «Рики» был номинирован на Премию РБК 2016 в категории «Прорыв года».
- В 2016 году Илья Попов вошёл в рейтинг 100 лучших топ-менеджеров Санкт-Петербурга и Ленинградской области, формируемый газетой «Деловой Петербург», и стал обладателем диплома «лучший медиаменеджер года».
- В 2021 году Попов победил в номинации «Продюсер года» Национальной анимационной премии «Икар»[2].

## Общественная деятельность
Илья Попов является членом экспертных советов и рабочих групп в законодательных и исполнительных органах власти:
- член Правительственного совета по развитию отечественной кинематографии;
- член правления Фонда поддержки инициатив в области семьи и детства «Национальный детский фонд»;
- член правления Некоммерческой организации «Ассоциация предприятий индустрии детских товаров»;
- президент Некоммерческой организации «Ассоциации Анимационного Кино России»;
- член Попечительского совета Всероссийского государственного университета кинематографии имени С. А. Герасимова (ВГИК);
- член Международной академии телевизионных искусств и наук (Emmy);
- член Попечительского Совета Санкт-Петербургского государственного института кино и телевидения.